# Basílica de São João de Deus
A Basílica de São João de Deus é uma igreja barroca em Granada, Andaluzia; Instigado pelo Prior Frei Alonso de Jesús Ortega para acolher os restos mortais do fundador da Ordem Hospitaleira de São João de Deus, foi construído entre 1737 e 1759, financiado pela ordem. Em 1916, foi elevada à categoria de basílica menor por vontade do Papa Bento XV e está protegido como Bem de Interesse Cultural desde o século XIX.

## Descrição
A igreja barroca assenta numa estrutura de pedra e tijolo. A fachada é enquadrada por duas torres sineiras com cobertura em ardósia. O edifício tem planta em cruz latina, desenvolvendo-se numa única nave de grandes dimensões, ladeada em ambos os lados por um conjunto de capelas laterais, e sobre transepto, coroa na cruz uma cúpula.

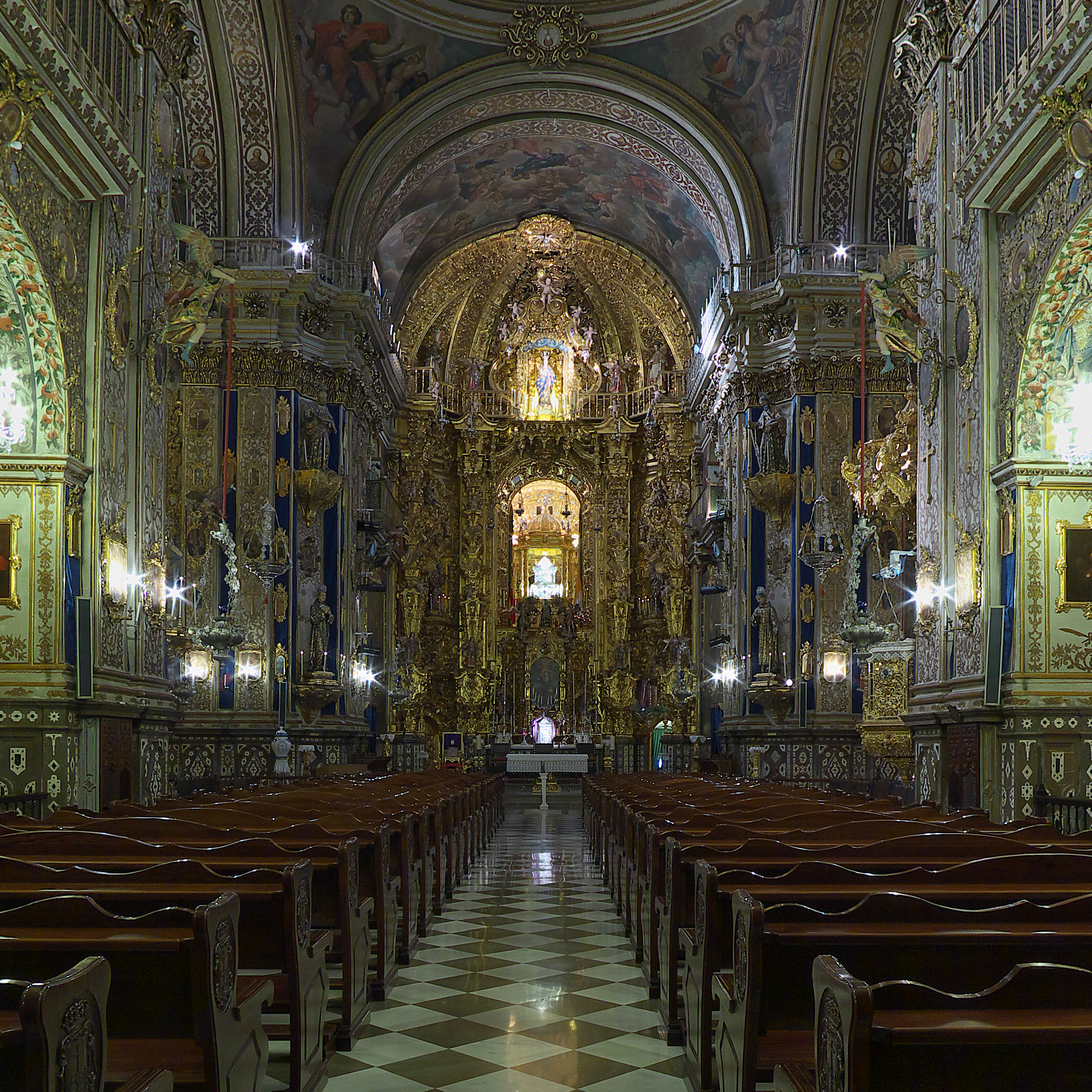
Espaço interior

Atrás do altar do presbitério um arco dá acesso à capela funerária, dividida em três salas ricamente decoradas; a sala principal abriga uma urna de prata maciça contendo as relíquias de São João de Deus.

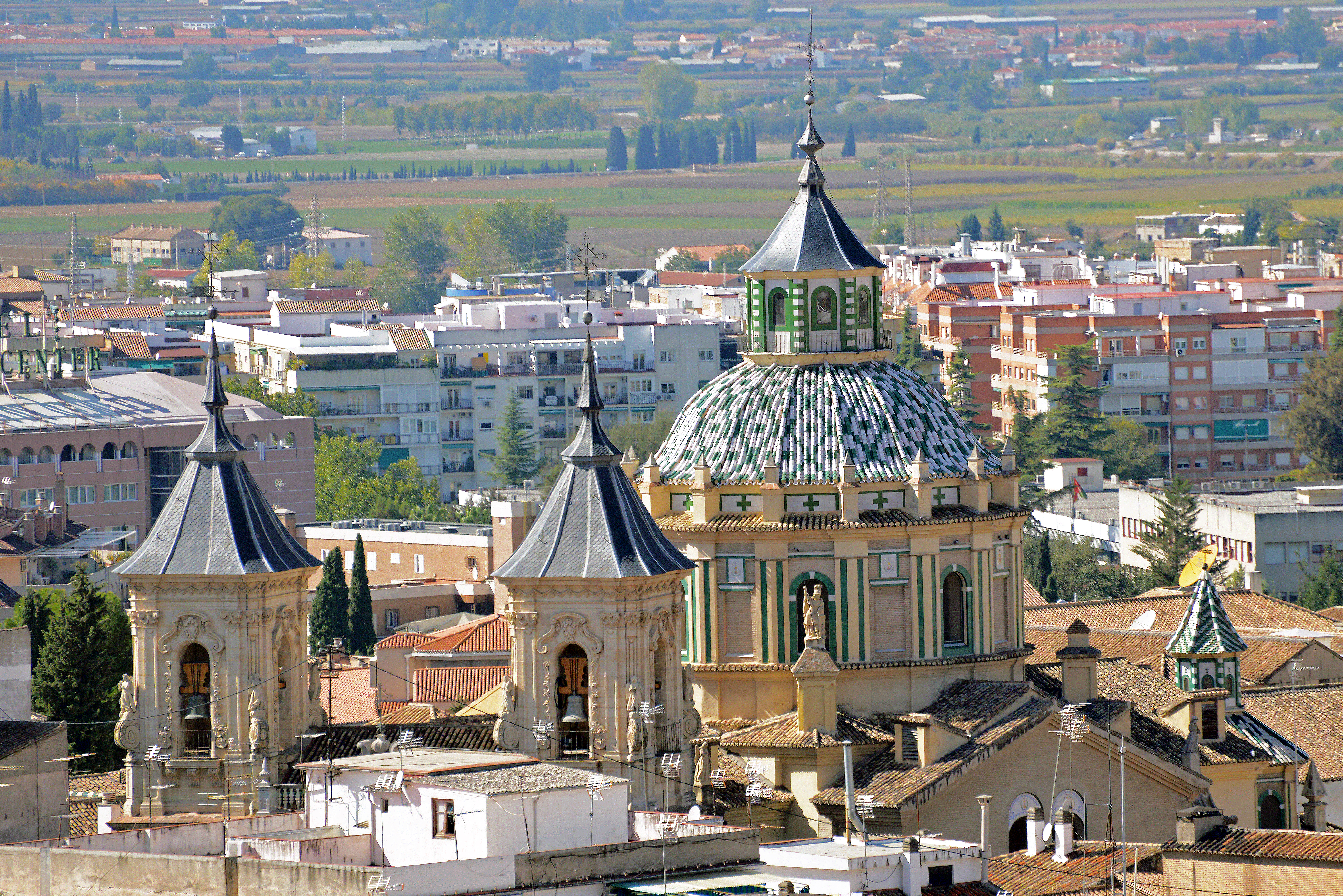
Basílica de São João de Deus